# La Clusaz
La Clusaz é uma comuna francesa do departamento da Alta Saboia, da região de Auvérnia-Ródano-Alpes. Os seus habitantes são conhecidos como Les Cluses, mas curiosamente no patoá local são os Chave.
La Clusaz é uma localidade que nasceu por volta dos anos 1907 com o interesse pelo esqui e o seu desenvolvimento respectivo.

## Geografia
Situada  a cerca de 28 km da cidade de Annecy e aos pés do maciço des Aravis e do colo des Aravis, tem um altitude min. de 984 m e Max. de 2 616 m.
Não longe encontram-se outras localidades tais como  Le Grand-Bornand, Saint-Jean-de-Sixt, Thônes, Sallanches, etc..

## Toponímia
Em francês o termo cluse designa um vale escavado perpendicularmente numa montanha por um rio e metendo à vista a sua estrutura anticlinal. Este termo francês deu origem a esta localidade assim como ao de Cluses .

## Vias de comunicação
Além do serviços da SNCF com a linha St-Gervais-Genebra-Annecy, a localidade é servida pela autoestrada A40 Mâcon-Chamonix, a chamada "Autoestrada branca" por servir Chamonix-Monte-Branco, o que permita a ligação com Genebra e o seu aeroporto de Genebra em 50 min.